# Hysteroscopie

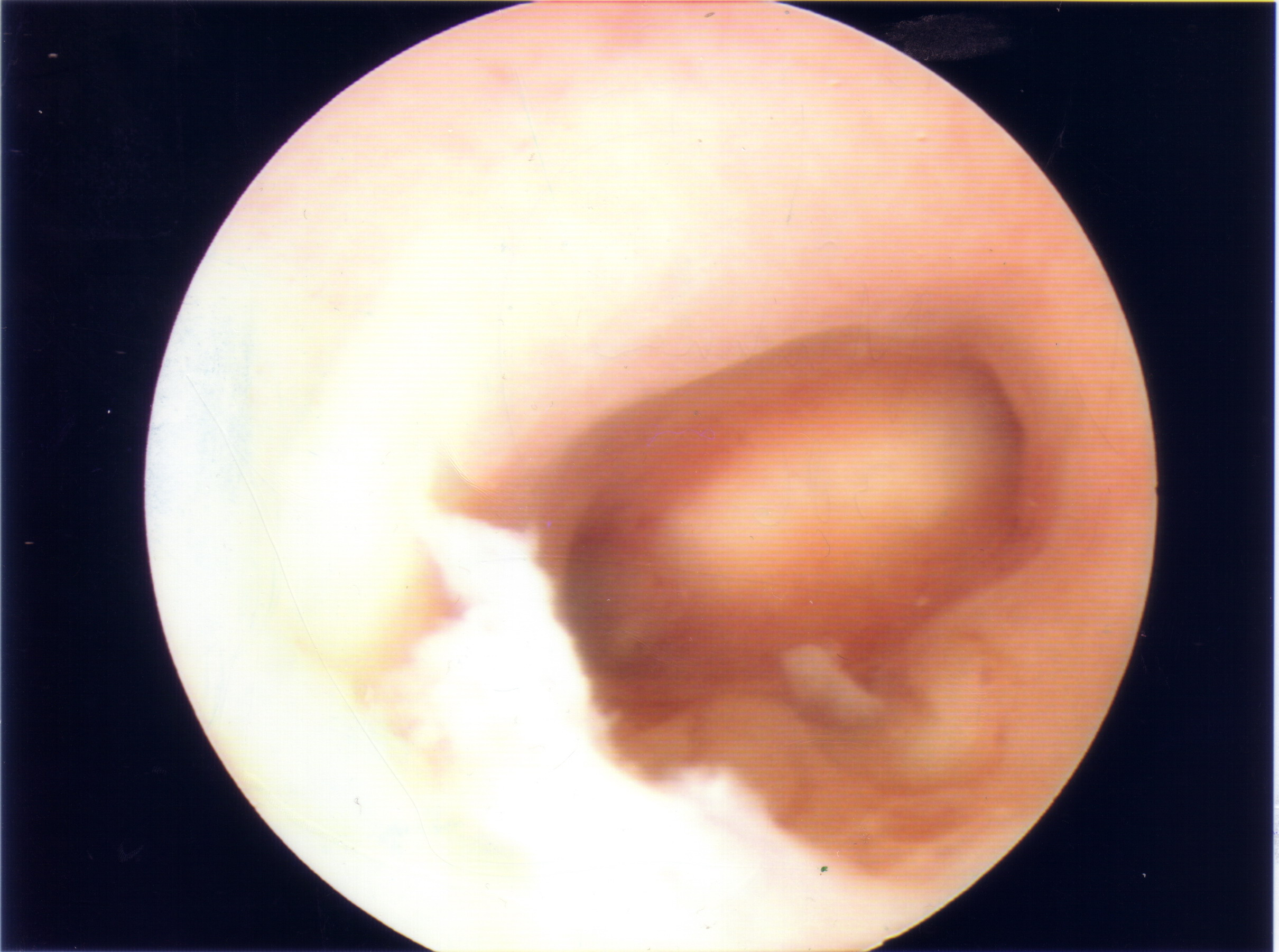
Baarmoederholte

Hysteroscopie is inspectie van de baarmoederholte met behulp van een speciaal daarvoor ontwikkelde hysteroscoop (type endoscoop). Dit kan diagnostisch dan wel therapeutisch van opzet zijn.
De hysterocoop is aangesloten op een videosysteem, een lichtbundel, een wateraanvoer- en afvoersysteem, en eventueel een speciaal kanaal voor het inbrengen van instrumentarium (schaartjes of tangetjes).
De hysteroscoop wordt via de schede en baarmoedermond de baarmoederholte ingebracht.  Omdat de wanden van de baarmoederholte normaliter tegen elkaar aanliggen, moet er vloeistof in de holte gebracht worden om de holte te inspecteren.
Typen afwijkingen die hysteroscopisch behandeld of gezien kunnen worden:
- Aangeboren baarmoederholte afwijkingen
- Vleesboom (myoom)
- Poliep
- Overvloedige menstruaties (menorragie)
- Postmenopauzaal bloedverlies met echografisch dik endometrium
- Verklevingen (syndroom van Asherman)
- Sterilisatie
- verwijderen van spiraaltje waarbij de draadjes niet meer zichtbaar zijn of te kort zijn afgeknipt

Hysteroscopie wordt vaak onder narcose uitgevoerd, met name bij therapeutische interventies, maar kan bij diagnostiek en een klein diameter optiek ook zonder narcose poliklinisch gedaan worden. In het laatste geval zal vaak een pijnstiller worden voorgeschreven die voor en na de ingreep moet worden ingenomen, bijvoorbeeld Naproxen.
artroscopie ·
bronchoscopie ·
colonoscopie ·
cystoscopie ·
ERCP ·
gastroscopie · 
hysteroscopie ·
laparoscopie ·
laryngoscopie ·
oesofagoscopie ·
rectoscopie ·
sigmoïdoscopie ·
thoracoscopie ·
videocapsule-endoscopie